# مهدی راسخ
مهدی راسخ (زادهٔ ۱۹۸۵ میلادی) سیاستمدار اهل افغانستان است. وی نمایندهٔ مردم میدان وردک در پارلمان افغانستان در جمهوری اسلامی افغانستان بود.

## زندگی و سرگذشت
مهدی راسخ متولد ۱۹۸۵ میلادی در دایمیرداد، میدان وردک، افغانستان در خانواده‌ای از قوم هزاره است. وی دارای مدرک کارشناسی ارشد در جامعه‌شناسی است.